# Corydoras nanus
Corydoras nanus — вид сомоподібних риб з роду Коридорас підродини Corydoradinae родини Панцирні соми. Інша назва «коридорас мотилевий».

## Опис
Загальна довжина сягає 4,5 см. Самиці більші за самців. Голова невеличка. Очі великі відносно розміру голови. Є 3 пари малесеньких вусиків. Тулуб широкий, у самців більш стрункий. Спинний плавець складається з 8 променів. Грудні плавці видовжені. Жировий плавець крихітний. Хвостовий плавець сильно розділено.
У самців в забарвленні переважають золотаві кольори. Загалом лоб і спина жовто-оливкового забарвлення з чорним мережевим малюнком. Уздовж тіла проходить 3 чорні смуги. Спинний плавець у самців чорний з поперечною жовтою смугою. Нижня частина хвостового плавця є чорно-жовтою.

## Спосіб життя
Є демерсальною рибою. Воліє до прісної та чистої води з піщаним й піщано-мулистим ґрунтом. Зустрічається в невеличких річках та струмках, серед рясної рослинності. Утворює великі косяки. Активна переважно у присмерку та вночі. Живиться дрібними ракоподібними, комахами, хробаками, детритом.
Статева зрілість настає на 1 році. Нерест відбувається у сезон дощів. Самиця за 1 раз відкладає до 600 ікринок на листя рослин.

## Розповсюдження
Поширено у Суринамі, Французькій Гвіані та східній Бразилії (річках Мароні та Іракоубо).